# George Holyoake

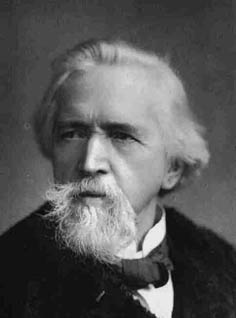
George Jacob Holyoake

George Jacob Holyoake, född 13 april 1817 i Birmingham, död 22 januari 1906 i Brighton, var en brittisk fritänkare och kooperatör.
Holyoake utförde ett betydelsefullt arbete som agitator för kooperationen. Han bekämpade den teologiska ortodoxin och förfäktade en världsåskådning, som han kallade sekularism, innehållande en etik, byggd på vad han ansåg vara vetenskaplig grund. Han utgav bland annat The History of Cooperation in England (två band, 1875–1879, ny upplaga 1906) och självbiografin Sixty Years of an Agitator's Life (två band 1892, sjätte upplagan 1906).
Holyoake, som var lärjunge till Robert Owen, var vän med Langham Place Group.  I många artiklar gav han sitt stöd till feminismen och uppfattade sig själv som kvinnorörelsens andlige fader.